# Tibor Boromisza
Dans le nom hongrois Boromisza Tibor, le nom de famille précède le prénom, mais cet article utilise l’ordre habituel en français Tibor Boromisza, où le prénom précède le nom.
Tibor Boromisza, né le 8 mars 1880 à Bácsalmás – mort le 8 janvier 1960 à Szentendre, est un peintre hongrois. Il était membre de la colonie de peintres de Nagybánya.